# Trandafirul roșu de Lancaster

Trandafirul Lancashire, blazonul heraldic al Casei de Lancaster

Trandafirul roșu de Lancaster este emblema comitatului Lancashire din Anglia.
Specia sau soiul exact rămân neclare, dar cel mai probabil este trandafirul Rosa gallica officinalis.
Inițial trandafirul a fost adoptat ca însemn heraldic de primul contele de Lancaster, Edmund Crouchback. A fost unul dintre însemnele regelui Henric al IV-lea al Angliei, primul rege din Casa de Lancaster. În urma Bătăliei de la Bosworth Field din 1485, trandafirul a devenit emblema Lancashire.

## Simbol medieval
Trandafirul roșu de Lancaster provine din trandafirul de aur, însemnul regelui Eduard I al Angliei. Alți membri ai familiei sale au folosit variante ale însemnului regal, fratele mai mic al regelui, contele de Lancaster, folosind un trandafir roșu. Se crede că Trandafirul Roșu de Lancaster a fost blazonul Casei de Lancaster în timpul Războiului celor Două Roze. Există, totuși, îndoieli cu privire la faptul dacă trandafirul roșu a fost de fapt un blazon preluat de Lancastrieni în timpul Războiului rozelor. Adrian Ailes a remarcat că trandafirul roșu „probabil își datorează utilizarea populară lui Henric al VII-lea ca răspuns rapid la trandafirul alb Yorkist într-o epocă în care semnele și simbolurile puteau să vorbească mai tare decât cuvintele”.
De asemenea, i-a permis regelui Henric al VIII-lea să inventeze și să exploateze cel mai renumit însemn heraldic, Trandafirul Tudor, care combină așa-numitul trandafir roșu Lancastrian și Trandafirul Alb de York. Această uniune florală simboliza restaurarea păcii și a armoniei și căsătoria sa în ianuarie 1486 cu Elisabeta de York. Trandafirul Tudor este folosit ca însemn floral al Angliei (Scoția folosește ciulinul, Irlanda folosește trifoiul, iar Țara Galilor folosește narcisa).